# Agriotypinae
Agriotypinae (лат.) — подсемейство наездников семейства Ichneumonidae.

## Описание
Мелкие наездники, длина передних крыльев около 5 мм. Паразиты личинок ручейников (Trichoptera). Паразитируют на пилильщиках (Symphyta). Встречаются в Палеарктике.

## Классификация
Мировая фауна включает 1 род и 16 видов, в Палеарктике — 1 род и 6 видов. Фауна России включает 1 род и 3 вида.
Статус подсемейства оспаривается и первоначально оно рассматривалось в составе Proctotrupoidea или в ранге семейства Agriotypidae в составе надсемейства Ichneumonoidea.
- Род Agriotypus Curtis, 1832 typus. — Палеарктика[4]
  - Agriotypus armatus — Европа.
- Род Atopotypus Chao, 1992 — Ориентальная область.